# Фильмография Даниэль Дарьё
Фильмография Даниэль Дарьё, французской актрисы кино, насчитывает свыше 140 кинофильмов.

## 1931—1939
| Год  |   | Русское название              | Оригинальное название         | Роль                                    |
| ---- | - | ----------------------------- | ----------------------------- | --------------------------------------- |
| 1931 | ф | Бал                           | Le bal                        | Антуанетта                              |
| 1931 | ф |                               | Coquecigrole                  | Coquecigrole, сирота                    |
| 1932 | ф | Свадебное путешествие         | Voyage de noces               |                                         |
| 1932 | ф | Панург                        | Panurge                       | Регина                                  |
| 1932 | ф | Шкатулка                      | Le coffret de laque           | Генриетта                               |
| 1933 | ф | Волга в пламени               | Volga en flammes              | Маша                                    |
| 1934 | ф | Золото на улице               | L'Or dans la rue              | Габи                                    |
| 1934 | ф | Кризис закончен               | La crise est finie            | Николь                                  |
| 1934 | ф | Моё сердце зовёт тебя         | Mon coeur t'appelle           | Николь-Надин                            |
| 1934 | ф | Плохая кровь                  | Mauvaise graine               | Жаннетта                                |
| 1934 | ф | Замок снов                    | Château de rêve               | Беатрис                                 |
| 1934 | ф | Деде                          | Dédé                          | Дениза                                  |
| 1935 | ф | Какая странная девчонка!      | Quelle drôle de gosse!        | Люси                                    |
| 1935 | ф | Контролёр плацкартного вагона | Le contrôleur des wagons-lits |                                         |
| 1935 | ф | Мадемуазель Моцарт            | Mademoiselle Mozart           | Дениза, в дальнейшем мадемуазель Моцарт |
| 1935 | ф | Я люблю всех женщин           | J’aime toutes les femmes      | Даниэль                                 |
| 1935 | ф | Зелёное домино                | Le domino vert                | Элен и Марианна де Ришмон               |
| 1936 | ф | Майерлинг                     | Mayerling                     | Мария Вечера                            |
| 1936 | ф | Женский клуб                  | Club de femmes                | Клер                                    |
| 1936 | ф | Порт-Артур                    | Port-Arthur                   | главная роль                            |
| 1936 | ф | Адвокат для романтика         | Un mauvais garçon             | главная роль                            |
| 1936 | ф | Плохой парень                 | Un mauvais garçon             | Жаклин Серваль                          |
| 1936 | ф | Тарас Бульба                  | Tarass Boulba                 | Марина                                  |
| 1937 | ф | Скандал                       | Abus de confiance             |                                         |
| 1937 | ф | Злоупотребление доверием      | Abus de confiance             | Лидия                                   |
| 1938 | ф | Гнев Парижа                   | The Rage of Paris             | Николь                                  |
| 1938 | ф | Катя                          | Katia                         | княжна Екатерина Долгорукова            |
| 1938 | ф | Возвращение на заре           | Retour à l'aube               | Анита                                   |
| 1938 | ф | Мадемуазель, моя мать         | Mademoiselle ma mère          | Жаклин Летурнер                         |
| 1939 | ф | Биение сердца                 | Battement de coeur            | Арлетт                                  |

## 1940—1949
| Год  |   | Русское название                                    | Оригинальное название | Роль                                      |
| ---- | - | --------------------------------------------------- | --------------------- | ----------------------------------------- |
| 1940 | ф | Любовь с первого взгляда                            | Coup de foudre        |                                           |
| 1941 | ф | Первое свидание                                     | Premier rendez-vous   | Мишель                                    |
| 1941 | ф | Капризы                                             | Caprices              | Лиз                                       |
| 1942 | ф | Мнимая любовница                                    | La fausse maîtresse   | Лилиан                                    |
| 1946 | ф | До свидания, любимая                                | Adieu chérie          | любимая                                   |
| 1946 | ф | Ради маленького счастья                             | Au petit bonheur      | Мартина                                   |
| 1947 | ф | Рюи Блаз (в советском прокате — «Опасное сходство») | Ruy Blas              | донья Мария Нейбургская, королева Испании |
| 1947 | ф | Вирсавия                                            | Bethsabée             | Арабелла Дельверт                         |
| 1948 | ф | Жан с Луны                                          | Jean de la Lune       | Марселина                                 |
| 1948 | с | Городской тост (1948—1971)                          | Toast of the Town     |                                           |
| 1949 | ф | Займись Амелией!                                    | Occupe-toi d'Amélie   | Амелия                                    |

## 1950—1959
| Год  |   | Русское название                | Оригинальное название       | Роль                                       |
| ---- | - | ------------------------------- | --------------------------- | ------------------------------------------ |
| 1950 | ф | Карусель                        | La Ronde                    | Эмма Брайткопф                             |
| 1950 | ф | Точелли                         | Toselli                     | Луиза                                      |
| 1951 | ф | Богатые, молодые и красивые     | Rich, Young and Pretty      | Мари                                       |
| 1951 | ф | 5 пальцев (Дело "Цицерон")      | Five Fingers                | графиня Анна Ставиская                     |
| 1951 | ф | Дом Бонадье                     | La maison Bonnadieu         | Габриэль Бонадье                           |
| 1952 | ф | Восхитительные создания         | Adorables Créatures         |                                            |
| 1952 | ф | Наслаждение                     | Le plaisir                  | мадам Роза (новелла "Заведение Теллье")    |
| 1952 | ф | Правда о малютке Донж           | La Vérité sur Bébé Donge    | Элизабет "малютка" Донж                    |
| 1952 | ф | Одержимая                       | La Jeune folie              |                                            |
| 1952 | ф | Когда женщины любят             | Adorables créatures         | Кристина                                   |
| 1953 | ф | Мадам де…                       | Madame de…                  | графиня Луиза де…                          |
| 1953 | ф | Без отпущения грехов            | Le bon Dieu sans confession | Жанин Фрежуль                              |
| 1954 | ф | Красное и чёрное                | Le rouge et le noir         | мадам Луиза де Реналь                      |
| 1954 | ф | Замки Испании                   | El torero                   |                                            |
| 1954 | ф | Достойны быть убитыми           | Bonnes à tuer               |                                            |
| 1954 | ф | Служебная лестница              | Escalier de service         |                                            |
| 1955 | ф | Дело о ядах                     | L'Affaire des poisons       | маркиза де Монтеспан                       |
| 1955 | ф | Если бы нам рассказали о Париже | Si Paris nous était conté   | Аньес Сорель                               |
| 1955 | ф | Любовник леди Чаттерлей         | L'amant de lady Chatterley  | Констанция Чаттерлей                       |
| 1955 | ф | Наполеон                        | Napoléon                    | Элеонора Денюэль                           |
| 1956 | ф | Александр Великий               | Alexander the Great         | Олимпиада                                  |
| 1956 | ф | Зарплата греха                  | Le Salaire du péché         | главная роль                               |
| 1957 | ф | Чужие жёны                      | Pot-Bouille                 | Каролин                                    |
| 1957 | ф | Тайфун над Нагасаки             | Typhon sur Nagasaki         | Франсуаза Фабр                             |
| 1957 | ф | Седьмое небо                    | Le septième ciel            | Бригитта де Ледувиль                       |
| 1958 | ф | Странное воскресенье            | Un drôle de dimanche        | Катрин                                     |
| 1958 | ф | Беспорядок и ночь               | Le Désordre et la nuit      | Тереза Маркен                              |
| 1958 | ф | Жизнь вдвоём                    | La vie à deux               | Моник Лебо                                 |
| 1959 | ф | Глаза любви                     | Les Yeux de l’amour         | Жанна Монкатель                            |
| 1959 | ф | Мари-Октябрь                    | Marie-Octobre               | Мари-Элен Дюмулен по прозвищу Мари-Октябрь |
| 1959 | ф | Ловелас                         | L'Homme à femmes            | Габриэла / Франсуаза                       |

## 1960—1969
| Год  |   | Русское название                                 | Оригинальное название                     | Роль                    |
| ---- | - | ------------------------------------------------ | ----------------------------------------- | ----------------------- |
| 1960 | ф | Убийство на 45 оборотах                          | Meurtre en 45 tours                       | Эва Фожере              |
| 1961 | ф | Львы на свободе                                  | Les lions sont lâchés                     | Мари-Лор Роберт-Гуичард |
| 1961 | ф | Да здравствует Генрих IV, да здравствует любовь! | Vive Henri IV, vive l'amour!              | Генриетта д'Антраг      |
| 1961 | ф | Ночные объятия                                   | Les bras de la nuit                       | Даниэль Гарнье          |
| 1962 | ф | Дьявол и десять заповедей                        | Le Diable et les dix commandements        | Кларисса Ардан          |
| 1962 | ф | Почему Париж?                                    | Pourquoi Paris?                           | проститутка             |
| 1962 | ф | Преступление не выгодно                          | Le crime ne paie pas                      | Люсьенна                |
| 1963 | ф | Ландрю                                           | Landru                                    | Берта Эон               |
| 1963 | ф | Переполох среди вдов                             | Du grabuge chez les veuves                | Жюдит                   |
| 1963 | ф | Не доверяйте, дамы!                              | Méfiez-vous, mesdames!                    | Эдвиж                   |
| 1964 | ф | Картошка                                         | Patate                                    | Эдит Ролло              |
| 1965 | ф | Золото герцога                                   | L’Or du duc                               |                         |
| 1965 | ф | Воскресная жизнь                                 | Le dimanche de la vie                     | Джулия Сеговье          |
| 1965 | ф | Прошение о помиловании (Выстрел из милосердия)   | Le coup de grâce                          | Иоланда                 |
| 1967 | ф | Девушки из Рошфора                               | Les demoiselles de Rochefort              | Ивонн Гарнье            |
| 1968 | ф | 24 часа из жизни женщины                         | Vingt-quatre heures de la vie d'une femme | Элис                    |
| 1968 | ф | Птицы летят умирать в Перу                       | Les oiseaux vont mourir au Pérou          | мадам Фернанд           |
| 1968 | ф | Человек в бьюике                                 | L'homme à la Buick                        | мадам Делайрак          |
| 1969 | ф | Загородный дом (Дом в деревне)                   | La maison de campagne                     | Лоретта Буазелье        |

## 1972—1989
| Год  |    | Русское название                     | Оригинальное название                | Роль                             |
| ---- | -- | ------------------------------------ | ------------------------------------ | -------------------------------- |
| 1972 | ф  | Красные розы и зелёные перцы         | Roses rouges et piments verts        |                                  |
| 1973 | ф  | Смертный грех                        | No encontré rosas para mi madre      | Тереза                           |
| 1974 | тф | Сады короля                          | Les jardins du roi                   | Элен                             |
| 1975 | ф  | Божественная                         | Divine                               | Марион Ренуар                    |
| 1976 | ф  | Святой год                           | L'année sainte                       | Кристина                         |
| 1978 | тф | Нельзя гулять совсем голой           | Mais n'te promène donc pas toute nue | Кларисса Вентру                  |
| 1979 | ф  | Гуляка                               | Le cavaleur                          | Сюзанна Тейлор, бывшая любовница |
| 1982 | ф  | Комната в городе                     | Une chambre en ville                 | Марго Ланглуа                    |
| 1983 | ф  | На последней ступени                 | En haut des marches                  | Франсуаза                        |
| 1986 | ф  | Душой и телом (Тела и собственность) | Corps et biens                       | мадам Кранц                      |
| 1986 | ф  | Место преступления                   | Le Lieu du crime                     | бабушка                          |
| 1988 | ф  | Несколько дней со мной               | Quelques jours avec moi              | мадам Паскье                     |
| 1989 | ф  | Очертя голову                        | Bille en tête                        |                                  |
| 1989 | тф | Грозовой фронт                       | Le front dans les nuages             |                                  |

## 1991—2012
| Год  |    | Русское название                          | Оригинальное название         | Роль                           |
| ---- | -- | ----------------------------------------- | ----------------------------- | ------------------------------ |
| 1991 | ф  | Крещение                                  | Le jour des rois              | Арманд                         |
| 1992 | ф  | Бабушки                                   | Les mamies                    | Лолотт                         |
| 1993 | ф  | «Девушки...» 25 лет спустя                | Les demoiselles ont eu 25 ans |                                |
| 1995 | ф  | Золотая семёрка                           | Sept d'or                     |                                |
| 1996 | ф  | Тысяча и один рецепт влюблённого кулинара | A Chef in Love                | эпизод (в титрах не указана)   |
| 2000 | ф  | Ваш выбор, мадам                          | Ça ira mieux demain           | Эва                            |
| 2002 | ф  | 8 женщин                                  | 8 femmes                      | Мами                           |
| 2003 | с  | Опасные связи                             | Les liaisons dangereuses      | мадам де Розамунд              |
| 2004 | ф  | Я так долго ждал тебя                     | Une vie à t'attendre          | Эмилия                         |
| 2006 | ф  | Новый шанс                                | Nouvelle chance               | Одетта Сен-Жиль                |
| 2007 | ф  | Время Икс (По направлению к нулю)         | L'heure zéro                  | Камилла Трессильян             |
| 2007 | мф | Персеполис                                | Persepolis                    | бабушка Марджаны (озвучивание) |
| 2008 | с  | Они и я                                   | Elles et moi                  | Изабель                        |
| 2010 | ф  | Свадебный торт                            | Pièce montée                  | Мадлен                         |
| 2012 | ф  | Ещё один круассан                         | Veel uks croissant            |                                |